# Himella fidelis
Himella fidelis är en fjärilsart som beskrevs av Augustus Radcliffe Grote 1874. Himella fidelis ingår i släktet Himella och familjen nattflyn. Inga underarter finns listade i Catalogue of Life.